# Rachid Ghezzal
Rachid Ghezzal (født 9. maj 1992 i Décines-Charpieu, Frankrig) er en fransk/algiersk fodboldspiller, der spiller som kantspiller for den tyrkiske klub Besiktas.

## Klubkarriere

### Lyon
Den 10. juli 2010 skrev Ghezzal under på sin første professionelle kontrakt. Ghezzal blev i 2012-13 sæsonen en permanent del af klubbens førsteholdstrup. Træner Rémi Garde som også havde rykket Ghezzal op på førsteholdet, gav Ghezzal rygnummer 31 til at starte med. Ghezzal blev senere hen tildelt rygnummer 11.
Han fik sin debut den 4. oktober 2012 i en Europa League kamp imod Ironi Kiryat Shmona. Ghezzal startede på banen, og Lyon vandt 4-3. 

## Landshold
Ghezzal har (pr. marts 2018) spillet 13 kampe og scoret ét mål for det algierske landshold.

## Personlige liv
Ghezzal er født i Décines-Charpieu som ligger i Frankrig, men har algeriske forældre. Han er lillebror til den algeriske fodboldspiller Abdelkader Ghezzal.